# Sulbenicillin
Sulbenicillin (INN) là một loại kháng sinh penicillin.
Nó đã được sử dụng kết hợp với dibekacin.